# Елена із Авалору
«Елена із Авалору» (англ. Elena of Avalor) — американський анімаційний серіал, створений Крейґом Ґербером. Прем'єра відбулася на «Disney Channel» 22 липня 2016 року, а потім 14 липня 2018 року його було перенесено на «Disney Junior». У серіалі Еймі Карреро озвучує Елену, першу латиноамериканську принцесу «Disney».
У серпні 2020 року серіал було завершено після трьох сезонів.  Фінал серіалу вийшов в ефір 23 серпня 2020 року. Було знято 77 серій.

## Трансляція
Дебютний епізод Перший день правління був поширений на запит 20 червня 2016 року на Rogers TV в Канаді. Disney запланував онлайн-реліз у Сполучених Штатах на 1 липня 2016 року. Епізод серіалу був показаний як попередній перегляд на Disney Channel у Великій Британії та Ірландії 15 липня 2016 року, а пізніше того ж року вийшли ще кілька епізодів. Прем'єра телевізійного фільму під назвою «Елена і таємниця Авалора», в якій розповідається про походження серіалу, відбулася 20 листопада 2016 року. Фінальний епізод серіалу, спеціальний годинний випуск «Елена із Авалору: День коронації», вийшов в ефір 23 серпня 2020 року.